# Collybia tuberosa
A Collybia tuberosa é uma espécie de fungo não comestível da família Tricholomataceae e a espécie-tipo do gênero Collybia. Como os outros dois membros do gênero, ela vive nos restos em decomposição de outros cogumelos. O fungo produz pequenos basidiomas esbranquiçados com píleos de até 1 cm de largura sustentados por estipes finos de até 5 cm de comprimento. Na parte inferior do píleo, há lamelas brancas bem espaçadas que estão amplamente presas ao estipe. Na base do estipe, embutido no substrato, há um pequeno esclerócio marrom-avermelhado que lembra um pouco uma semente de maçã. A aparência do esclerócio o distingue das outras duas espécies de Collybia, que são muito semelhantes em sua aparência geral. A C. tuberosa é encontrada na Europa, na América do Norte e no Japão, crescendo em grupos densos em espécies de Lactarius e Russula, Boletus, Hydnum e poliporos.

## Taxonomia e filogenia
|  | \| \| Collybia tuberosa \| \| \| \| \| \| Collybia cookei \| \| \| \| |
|  |                                                                       |
|  | Collybia cirrhata                                                     |
|  |                                                                       |
|  | Collybia tuberosa                                                     |
|  |                                                                       |
|  | Collybia cookei                                                       |
|  |                                                                       |

|  | Collybia tuberosa |
|  |                   |
|  | Collybia cookei   |
|  |                   |

|  | \| \| Collybia tuberosa \| \| \| \| \| \| Collybia cookei \| \| \| \| |
|  |                                                                       |
|  | Collybia cirrhata                                                     |
|  |                                                                       |
|  | Collybia tuberosa                                                     |
|  |                                                                       |
|  | Collybia cookei                                                       |
|  |                                                                       |

|  | Collybia tuberosa |
|  |                   |
|  | Collybia cookei   |
|  |                   |

|  | \| \| Dendrocollybia racemosa \| \| \| \| \| \| Clitocybe connata \| \| \| \| |
|  |                                                                               |
|  | Hypsizygus ulmarius                                                           |
|  |                                                                               |
|  | Lepista nuda                                                                  |
|  |                                                                               |
|  | Dendrocollybia racemosa                                                       |
|  |                                                                               |
|  | Clitocybe connata                                                             |
|  |                                                                               |

|  | Dendrocollybia racemosa |
|  |                         |
|  | Clitocybe connata       |
|  |                         |

|  | \| \| Collybia tuberosa \| \| \| \| \| \| Collybia cookei \| \| \| \| |
|  |                                                                       |
|  | Collybia cirrhata                                                     |
|  |                                                                       |
|  | Collybia tuberosa                                                     |
|  |                                                                       |
|  | Collybia cookei                                                       |
|  |                                                                       |

|  | Collybia tuberosa |
|  |                   |
|  | Collybia cookei   |
|  |                   |

|  | \| \| Collybia tuberosa \| \| \| \| \| \| Collybia cookei \| \| \| \| |
|  |                                                                       |
|  | Collybia cirrhata                                                     |
|  |                                                                       |
|  | Collybia tuberosa                                                     |
|  |                                                                       |
|  | Collybia cookei                                                       |
|  |                                                                       |

|  | Collybia tuberosa |
|  |                   |
|  | Collybia cookei   |
|  |                   |

|  | \| \| Dendrocollybia racemosa \| \| \| \| \| \| Clitocybe connata \| \| \| \| |
|  |                                                                               |
|  | Hypsizygus ulmarius                                                           |
|  |                                                                               |
|  | Lepista nuda                                                                  |
|  |                                                                               |
|  | Dendrocollybia racemosa                                                       |
|  |                                                                               |
|  | Clitocybe connata                                                             |
|  |                                                                               |

|  | Dendrocollybia racemosa |
|  |                         |
|  | Clitocybe connata       |
|  |                         |

|  | \| \| Collybia tuberosa \| \| \| \| \| \| Collybia cookei \| \| \| \| |
|  |                                                                       |
|  | Collybia cirrhata                                                     |
|  |                                                                       |
|  | Collybia tuberosa                                                     |
|  |                                                                       |
|  | Collybia cookei                                                       |
|  |                                                                       |

|  | Collybia tuberosa |
|  |                   |
|  | Collybia cookei   |
|  |                   |

|  | \| \| Collybia tuberosa \| \| \| \| \| \| Collybia cookei \| \| \| \| |
|  |                                                                       |
|  | Collybia cirrhata                                                     |
|  |                                                                       |
|  | Collybia tuberosa                                                     |
|  |                                                                       |
|  | Collybia cookei                                                       |
|  |                                                                       |

|  | Collybia tuberosa |
|  |                   |
|  | Collybia cookei   |
|  |                   |

|  | \| \| Dendrocollybia racemosa \| \| \| \| \| \| Clitocybe connata \| \| \| \| |
|  |                                                                               |
|  | Hypsizygus ulmarius                                                           |
|  |                                                                               |
|  | Lepista nuda                                                                  |
|  |                                                                               |
|  | Dendrocollybia racemosa                                                       |
|  |                                                                               |
|  | Clitocybe connata                                                             |
|  |                                                                               |

|  | Dendrocollybia racemosa |
|  |                         |
|  | Clitocybe connata       |
|  |                         |

|  | \| \| Collybia tuberosa \| \| \| \| \| \| Collybia cookei \| \| \| \| |
|  |                                                                       |
|  | Collybia cirrhata                                                     |
|  |                                                                       |
|  | Collybia tuberosa                                                     |
|  |                                                                       |
|  | Collybia cookei                                                       |
|  |                                                                       |

|  | Collybia tuberosa |
|  |                   |
|  | Collybia cookei   |
|  |                   |

|  | \| \| Collybia tuberosa \| \| \| \| \| \| Collybia cookei \| \| \| \| |
|  |                                                                       |
|  | Collybia cirrhata                                                     |
|  |                                                                       |
|  | Collybia tuberosa                                                     |
|  |                                                                       |
|  | Collybia cookei                                                       |
|  |                                                                       |

|  | Collybia tuberosa |
|  |                   |
|  | Collybia cookei   |
|  |                   |

|  | \| \| Dendrocollybia racemosa \| \| \| \| \| \| Clitocybe connata \| \| \| \| |
|  |                                                                               |
|  | Hypsizygus ulmarius                                                           |
|  |                                                                               |
|  | Lepista nuda                                                                  |
|  |                                                                               |
|  | Dendrocollybia racemosa                                                       |
|  |                                                                               |
|  | Clitocybe connata                                                             |
|  |                                                                               |

|  | Dendrocollybia racemosa |
|  |                         |
|  | Clitocybe connata       |
|  |                         |

A espécie foi descrita pela primeira vez com o nome de Agaricus tuberosus pelo naturalista francês Jean Bulliard no sexto volume de seu Herbier de la France (1786). Christian Hendrik Persoon a chamou de Agaricus amanitae subsp. tuberosus em sua publicação de 1799, Observationes Mycologicae, enquanto Samuel Frederick Gray a referiu a Gymnopus em 1821. Ela foi transferida para Collybia por Paul Kummer em 1886. A espécie também foi chamada de Microcollybia tuberata em uma publicação de 1979 por Joanne Lennox, mas o gênero Microcollybia foi, desde então, incorporado a Collybia. Sinônimos taxonômicos adicionais incluem Marasmius sclerotipes Bres. 1881, Chamaeceras sclerotipes (Bres.) Kuntze 1898 e Collybia sclerotipes (Bres.) S.Ito 1950. Posteriormente, também foi denominada Collybia Acervata.
A análise filogenética molecular relatada em 2001 usou sequências de RNA para estabelecer que a C. tuberosa forma um grupo monofilético com a C. cookei e a C. cirrhata; essa descoberta foi posteriormente corroborada em uma publicação de 2006.
O epíteto específico tuberosa é derivado da palavra em latim para "tuberoso". O cogumelo é comumente conhecido na língua inglesa como "lentil shanklet", ou "appleseed coincap". Samuel Gray o chamou de "tuberous naked-foot" em seu Natural Arrangement of British plants de 1821.

## Descrição

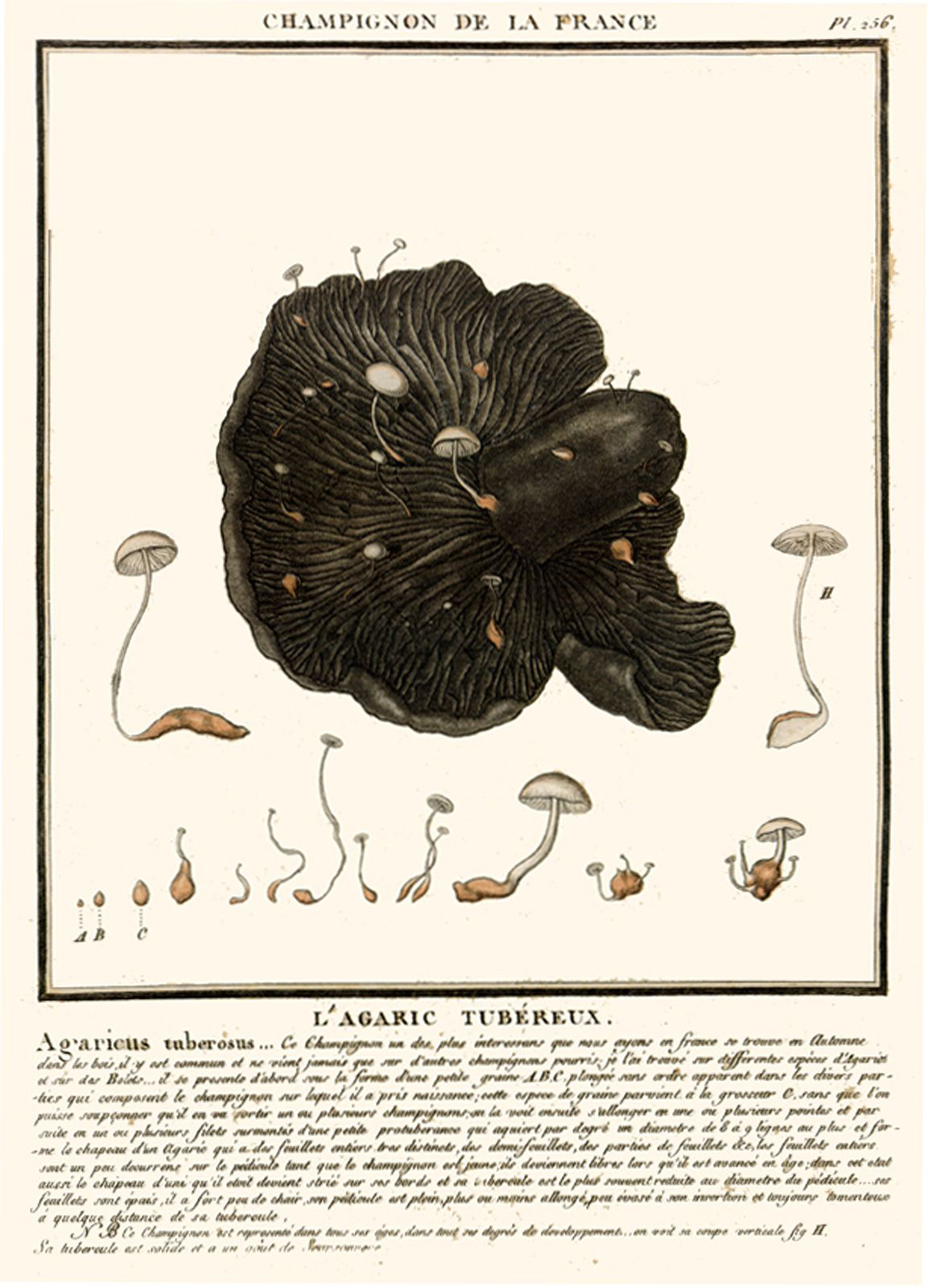
Desenho original de Bulliard da C. tuberosa

O formato do píleo varia de obtusamente convexo com uma margem curvada para dentro quando novo, a achatado na idade, com a margem curvada para baixo a reta. O píleo as vezes tem uma depressão rasa no centro ou um umbo raso. Seu diâmetro é pequeno, atingindo um máximo de 10 mm. A superfície do píleo é seca a úmida, lisa a coberta de pelos finos e macios e um tanto higrófana, mudando de cor dependendo do nível de hidratação. As vezes, a margem do píleo é pregueada ou sulcada. O centro do píleo é rosado-azulado, mas esbranquiçado ao redor da margem, tornando-se esbranquiçado no geral à medida que amadurece. A carne é fina e de cor esbranquiçada a bege claro. O cogumelo não tem sabor ou odor característico e é considerado não comestível, embora não seja venenoso.

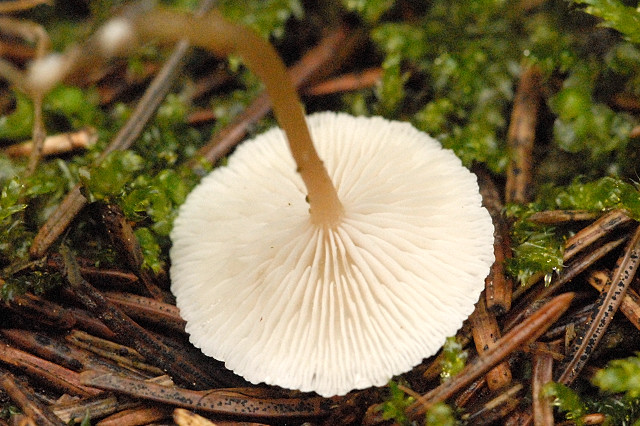
As lamelas, de cor branca a amarelada, são fixadas de forma adnata ao estipe e bem espaçadas.

As lamelas são adnatas, tornando-se subdecorrentes com a idade (descendo ligeiramente ao longo do comprimento do estipe). O espaçamento entre as lamelas é próximo a subdistante e as lamelas individuais são esbranquiçadas a rosadas, finas, estreitas a moderadamente largas e têm bordas retas. O estipe tem de 10 a 50 mm de comprimento por 1 a 2 mm e largura aproximadamente igual em todo o seu comprimento. É delgado e semelhante a um fio, flexível e maleável, com uma superfície seca. A parte superior do estipe é coberta por escamas ou um pó fino esbranquiçado, enquanto a parte inferior tem pelos que variam de delicados a grossos. A cor do estipe é geralmente esbranquiçada a rosada, mas escurece depois de ser manuseado. A parte interna do estipe é espinhosa e torna-se oca com o tempo. Os estipes se originam de um esclerócio marrom-avermelhado escuro de formato variável, geralmente medindo de 3 a 12 mm por 2 a 5 mm. A superfície do esclerócio é inicialmente lisa, mas depois se torna enrugada ou sulcada; seu interior é sólido e branco; é frequentemente comparado à aparência de uma semente de maçã. Normalmente, vários esclerócios são conectados por finos fios de micélio. O esclerócio é uma estrutura de dormência que permite que o fungo passe o inverno em seu hospedeiro. Em 1915, William Murrill relatou que os esclerócios de C. tuberosa eram bioluminescentes.
A esporada é branca. Os esporos individuais são lisos, elipsoides a em forma de lágrima na vista de perfil, obovoides a elipsoides ou cilíndricos na vista frontal ou posterior, com dimensões de 4,2 a 6,2 por 2,8 a 3,5 μm. São não amiloides e acianófilos (não reativos à coloração com reagente de Melzer e azul de metila, respectivamente). Os basídios (células portadoras de esporos no hímênio) têm formato de taco a cilíndrico e 15,4 a 21 por 3,5 a 5 μm. Os queilocistídios (cistídios na borda da lamela) são dispersos ou pouco frequentes, discretos e têm de 17,5 a 31,5 μm de comprimento. Sua forma varia de um cilindro contorcido a um formato aproximado de taco a irregularmente diverticulado (com ramificações curtas aproximadamente em ângulos retos em relação ao filamento principal). Não há pleurocistídios (cistídios na face da lamela). O tecido lamelar é feito de hifas entrelaçadas que não são reativas ao reagente de Melzer. Essas hifas são lisas e de paredes finas, medindo de 2,8 a 6,4 μm de diâmetro. A carne do píleo é feita de hifas entrelaçadas abaixo do centro do píleo, orientadas radialmente sobre as lamelas e não amiloides. Essas hifas são lisas, de paredes finas e têm de 2,8 a 7 μm de diâmetro. A pileipellis é uma camada fina de hifas lisas de paredes finas, orientadas mais ou menos radialmente, curvadas, cilíndricas e um tanto gelatinosas, medindo de 2 a 5 μm de diâmetro; ocasionalmente, são diverticuladas. A cutícula do estipe é feita de uma camada de hifas paralelas, orientadas verticalmente, lisas e de paredes finas, com 2 a 4,2 μm de diâmetro, de cor marrom-amarelado pálido em solução de montagem alcalina. O estipe tem cistídios de paredes moderadamente finas e lisas que se assemelham a cilindros flexíveis ou contorcidos. Eles são hialinos em solução alcalina e têm de 3,5 a 7 μm de diâmetro. As fíbulas estão presentes nas hifas de todos os tecidos.

### Espécies semelhantes
A Baeospora myosura é semelhante em tamanho e aparência à C. tuberosa, mas cresce em cones de espruce e abeto de douglas. A Strobilurus conigenoides é menor e cresce nos cones das magnólias. As duas espécies restantes de Collybia são muito parecidas com a C. tuberosa, mas podem ser distinguidas examinando-se as bases do estipe no ponto de fixação no substrato. A C. cookei tem esclerócios aproximadamente esféricos, de marrom claro a amarelado, enquanto a C. cirrhata não produz esclerócios. No campo, a C. tuberosa pode ser distinguida da C. cookei por seus esclerócios marrom-avermelhados escuros que lembram um pouco uma semente de maçã. Um microscópio fornece uma maneira mais definitiva de distinguir as duas: as hifas nos esclerócios de C. cookei são arredondadas, enquanto as de C. tuberosa são alongadas; essa característica diagnóstica é aparente tanto no material fresco quanto no seco das duas espécies. Em contraste, C. cirrhata não produz esclerócios.

## Habitat e distribuição
Não se sabe se a C. tuberosa é estritamente parasita e precisa que o hospedeiro esteja vivo ou se é saprófita. De qualquer forma, os cogumelos são encontrados crescendo solitariamente ou em densos grupos sobre os restos decompostos, muitas vezes enegrecidos, de outros cogumelos. Os hospedeiros incluem Agaricales (particularmente Lactarius e Russula), Boletus, Hydnum e poliporos. Na região noroeste do Pacífico dos Estados Unidos, a Russula crassotunicata é uma espécie comum e abundante que foi definitivamente identificada como hospedeira de C. tuberosa e Dendrocollybia racemosa. Os cogumelos da Russula são de decomposição lenta e estão disponíveis quase o ano todo como substrato para os saprófitos. Com base em observações de campo, os autores sugerem que a C. tuberosa pode produzir basidiomas em cogumelos menos deteriorados, enquanto a D. racemosa os produz em cogumelos muito mais deteriorados.
A Collybia tuberosa é encontrada na Europa e na América do Norte e é mais comum no verão e no outono, coincidindo com os períodos de frutificação de outros cogumelos. Também foi relatada no Japão.

## Links externos
- Collybia tuberosa em Index Fungorum
- Imagens em Mushroom Observer